# Psyllaephagus niger
Psyllaephagus niger är en stekelart som först beskrevs av Edgar F. Riek 1962.  Psyllaephagus niger ingår i släktet Psyllaephagus och familjen sköldlussteklar. Inga underarter finns listade i Catalogue of Life.